# Jingxing-Brennofen
Der Jingxing-Brennofen (chinesisch 井陘窯 / 井陉窑, Pinyin Jǐngxíng yáo, englisch Jingxing kiln) ist ein berühmter alter Keramikbrennofen im Jingxing-Bergbaugebiet im Kreis Jingxing der chinesischen Provinz Hebei, der erst in jüngster Zeit wiederentdeckt wurde. Er produzierte in der Zeit der Sui-Dynastie, Tang-Dynastie, Fünf Dynastien, Song-Dynastie, Jin-Dynastie bis zur Yuan-Dynastie, Ming-Dynastie und Qing-Dynastie über einen Zeitraum von über 1.300 Jahren. Insbesondere für die Zeit der Tang-, Song- und Jin-Dynastie liefern die Funde wichtige Aufschlüsse.
Unter den Fundstücken waren „(Grün) glasierte große Schalen mit zusammengedrückter runder Form und einer eingestempelten Figur von im Wasser spielenden Chinesischen Riesensalamandern (Andrias davidianus)“.
Neben den Brennöfen Ding (im heutigen Kreis Quyang), Xing (in den Kreisen Neiqiu und Lincheng) und Cizhou (im Kreis Ci u. a.) zählt er zu den bedeutendsten alten Brennöfen in Hebei.
Die Stätte des Jingxing-Brennofens (井陘窯遺址 / 井陉窑遗址,  Jǐngxíng yáo yizhi) steht seit 2001 auf der Liste der Denkmäler der Volksrepublik China (5-6).